# Lycoperdina rifensis
Lycoperdina rifensis es una especie de coleóptero de la familia Endomychidae.

## Distribución geográfica
Habita en Marruecos.